# Großsteingrab Langen Trechow
Das Großsteingrab Langen Trechow ist eine megalithische Grabanlage der jungsteinzeitlichen Trichterbecherkultur bei Langen Trechow, einem Ortsteil von Bernitt im Landkreis Rostock (Mecklenburg-Vorpommern). Es trägt die Sprockhoff-Nummer 369.

## Lage
Das Grab befindet sich etwa 1,5 km nordnordwestlich von Langen Trechow, kurz vor der Gemeindegrenze auf einem Feld.

## Beschreibung
Die stark zerstörte Anlage besitzt ein nordost-südwestlich orientiertes Hünenbett mit einer Breite von 8 m und gemäß einem Bericht von 1849 einer Länge von 48 Schritt (ca. 36 m). Von den Umfassungssteinen konnte Sprockhoff 1933 nur noch vier an der nordwestlichen und einen an der südöstlichen Langseite in situ feststellen. Im Südteil des Hünenbetts liegen zwei große Steine, bei denen es sich wahrscheinlich um Decksteine der bisher nicht lokalisierten Grabkammer handelt.